# 德川慶壽
德川慶壽（1823年4月14日—1847年6月19日），御三卿一橋德川家第7代當主。

## 生平
德川慶壽在文政六年三月初四（1823年4月14日）出生，是田安德川家德川齊匡的第五子，幼名房之助，天保九年（1838年）五月二十五一橋家第6代當主德川慶昌逝世，他被迎立為下一任一橋家家督。同年九月初五他元服，接受幕府將軍德川家慶的偏諱，改名慶壽，並敘任從三位左近衛權中將。
天保十二年（1841年）十二月初二他和伏見宮貞敬親王的女兒直子女王成婚，並在弘化三年（1846年）任職參議。
弘化四年五月初七（1847年6月19日）慶壽逝世，年僅25歲，嘉永六年（1854年）二月初十贈官權中納言，並由尾張藩迎來藩主德川齊莊長子昌丸作末期養子成為一橋家家督。
| 德川慶壽        |                               |                 |
| 王位覬覦者      |                               |                 |
| 前任： 德川慶昌 | 一橋德川家當主 1838年－1847年 | 繼任： 德川昌丸 |